# Dasypoda cockerelli
Dasypoda cockerelli là một loài ong trong họ Melittidae. Loài này được Yasumatsu miêu tả khoa học đầu tiên năm 1935.